# Torsac
Torsac és un municipi francès situat al departament del Charente i a la regió de la Nova Aquitània. L'any 2007 tenia 764 habitants.

## Demografia

### Població
El 2007 la població de fet de Torsac era de 764 persones. Hi havia 294 famílies de les quals 60 eren unipersonals (20 homes vivint sols i 40 dones vivint soles), 95 parelles sense fills, 123 parelles amb fills i 16 famílies monoparentals amb fills.
La població ha evolucionat segons el següent gràfic:
Habitants censats

### Habitatges
El 2007 hi havia 327 habitatges, 300 eren l'habitatge principal de la família, 9 eren segones residències i 18 estaven desocupats. 323 eren cases i 1 era un apartament. Dels 300 habitatges principals, 260 estaven ocupats pels seus propietaris, 30 estaven llogats i ocupats pels llogaters i 10 estaven cedits a títol gratuït; 16 tenien dues cambres, 22 en tenien tres, 79 en tenien quatre i 183 en tenien cinc o més. 277 habitatges disposaven pel capbaix d'una plaça de pàrquing. A 84 habitatges hi havia un automòbil i a 205 n'hi havia dos o més.

### Piràmide de població
La piràmide de població per edats i sexe el 2009 era:
| Homes | Edats   | Dones |
| ----- | ------- | ----- |
| 0     | 95 o +  | 0     |
| 8     | 90 a 94 | 0     |
| 4     | 85 a 89 | 8     |
| 4     | 80 a 84 | 4     |
| 0     | 75 a 79 | 8     |
| 4     | 70 a 74 | 4     |
| 16    | 65 a 69 | 8     |
| 16    | 60 a 64 | 12    |
| 32    | 55 a 59 | 16    |
| 44    | 50 a 54 | 52    |
| 40    | 45 a 49 | 32    |
| 20    | 40 a 44 | 36    |
| 24    | 35 a 39 | 24    |
| 24    | 30 a 34 | 12    |
| 20    | 25 a 29 | 20    |
| 28    | 20 a 24 | 4     |
| 36    | 15 a 19 | 64    |
| 28    | 10 a 14 | 24    |
| 12    | 5 a 9   | 32    |
| 20    | 0 a 4   | 24    |

## Economia
El 2007 la població en edat de treballar era de 533 persones, 397 eren actives i 136 eren inactives. De les 397 persones actives 383 estaven ocupades (198 homes i 185 dones) i 14 estaven aturades (8 homes i 6 dones). De les 136 persones inactives 75 estaven jubilades, 40 estaven estudiant i 21 estaven classificades com a «altres inactius».

### Ingressos
El 2009 a Torsac hi havia 300 unitats fiscals que integraven 774 persones, la mediana anual d'ingressos fiscals per persona era de 19.554,5 €.

### Activitats econòmiques
Dels 21 establiments que hi havia el 2007, 6 eren d'empreses de construcció, 3 d'empreses de comerç i reparació d'automòbils, 2 d'empreses de transport, 2 d'empreses d'hostatgeria i restauració, 1 d'una empresa immobiliària, 3 d'empreses de serveis, 3 d'entitats de l'administració pública i 1 d'una empresa classificada com a «altres activitats de serveis».
Dels 10 establiments de servei als particulars que hi havia el 2009, 1 era un guixaire pintor, 1 fusteria, 1 lampisteria, 3 electricistes, 1 perruqueria, 2 restaurants i 1 agència immobiliària.
L'any 2000 a Torsac hi havia 30 explotacions agrícoles que ocupaven un total de 912 hectàrees.

## Equipaments sanitaris i escolars
El 2009 hi havia una escola elemental integrada dins d'un grup escolar amb les comunes properes formant una escola dispersa.

## Poblacions més properes
El següent diagrama mostra les poblacions més properes.